# Nenad Mirosavljević
Nenad Mirosavljević, né le 4 septembre 1977 à Požega (Yougoslavie, aujourd'hui en Croatie), est un footballeur serbe.